# Norvège aux Jeux olympiques d'été de 1924
La Norvège participe aux Jeux olympiques d'été de 1924 à Paris. 62 athlètes norvégiens, 60 hommes et 2 femmes, ont participé à 43 compétitions dans 10 sports. Ils y ont obtenu dix médailles : cinq d'or, deux d'argent et trois de bronze.

## Médailles
| Médaille | Discipline | Épreuve                                             | Athlète                                                                   | Performance | Date |
| -------- | ---------- | --------------------------------------------------- | ------------------------------------------------------------------------- | ----------- | ---- |
| Or       | Boxe       | Poids lourds (+79,4 kg)                             | Otto von Porat                                                            |             |      |
| Or       | Voile      | 6 m JI                                              | Eugen Lunde Christopher Dahl Anders Lundgren                              |             |      |
| Or       | Voile      | 8 m JI                                              | Rick Bockelie Harald Hagen Ingar Nielsen Carl Ringvold Carl Ringvold, Jr. |             |      |
| Or       | Tir        | Tir au cerf courant coup simple à 100 m par équipes | Einar Liberg Ole Lilloe-Olsen Harald Natvig Otto Olsen                    |             |      |
| Or       | Tir        | Tir au cerf courant coup double à 100 m             | Ole Lilloe-Olsen                                                          |             |      |
| Argent   | Voile      | Monotype Olympique 1924                             | Henrik Robert                                                             |             |      |
| Argent   | Tir        | Tir au cerf courant coup double à 100 m par équipes | Einar Liberg Ole Lilloe-Olsen Harald Natvig Otto Olsen                    |             |      |
| Bronze   | Tir        | Tir au cerf courant coup simple à 100 m             | Otto Olsen                                                                |             |      |
| Bronze   | Boxe       | Poids mi-lourds (-79,4 kg)                          | Sverre Sorsdal                                                            |             |      |
| Bronze   | Athlétisme | Saut en longueur                                    | Sverre Hilmar Hansen                                                      |             |      |